# Jorge Manuel Theotocópuli
Jorge Manuel Theotocópuli (ur. 1578 w Toledo, zm. 1631 tamże) – malarz i architekt hiszpański. Był jedynym potomkiem malarza El Greco.

## Praca zawodowa
Uczył się malarstwa w pracowni artystycznej swojego ojca. Jego współpraca przy zleceniach El Greca jest udokumentowana od 1603 roku (retabulum z Illescas). Od 1607 roku zaczął pracować nad własnymi zleceniami, takimi jak retabulum z Titulcia, w którym zaznacza się jego osobisty styl i odejście od manieryzmu uprawianego przez ojca.
Po śmierci ojca w 1614 roku skupił się na architekturze. Był kontynuatorem szkoły Juana de Herrery obok Nicolasa de Vergary Młodszego i Juana Bautisty Monegro. Przed 1605 rokiem wykonał projekt na odbudowę teatru Casa de las Comedias, za co otrzymał srebrny półmisek. Między 1612 i 1618 rokiem współpracował przy ostatnim etapie budowy urzędu miasta w Toledo.
W 1625 roku otrzymał stanowisko maestro mayor – architekta katedry w Toledo. W katedrze pracował przy budowie kaplicy Ochavo i kopule kaplicy mozarabskiej.

## Współpraca z ojcem
Od najmłodszych lat El Greco uwieczniał go na swoich obrazach pod różną postacią m.in. pazia w Pogrzebie hrabiego Orgaza z 1588 roku czy w Madonnie Miłosiernej z 1605. Od młodzieńczych lat Jorge Manuel pomagał ojcu w realizacjach jego zleceń. Po raz pierwszy został wymieniony obok ojca w 1597 roku przy okazji realizowania zamówienia dla klasztoru Guadalupe. Po śmierci El Greca Manuel wraz z rzeźbiarzem Giraldo da Merlo wykańczał retabulum już jako architekt.
Do najważniejszych wspólnych realizacji zalicza się dzieła ze szpitala Caridad de Illescas w Toledo namalowane w latach (1603–1605). Jemu to zlecono wykonanie ramy w stylu neoklasycznym do dzieła ojca Święty Bernardyn ze Sieny. Sukces wykonania zlecenia zaowocował osobnym zleceniem w 1607 roku na wykonanie projektu portalu kolegium. Według Harolda Wetheya Jorge Manuel współpracował przy kilkunastu dziełach swojego ojca m.in. przy:
- Madonna Miłosierna
- Zwiastowanie
- Boże Narodzenie
- Chrzest Jezusa
- Zwiastowanie z 1614
- Zwiastowanie (wersja z Ohara Museum)
- Chrystus u Szymona trędowatego w Betanii (obie wersje)
- Zesłanie Ducha Świętego
- Wypędzenie przekupniów ze świątyni (wersja z kościoła Ginés)
- Widok Toledo z planem (plan miasta Toledo)
- Zwiastowanie (niektóre szczegóły)

### Obrazy Jorge Manuela
- Rodzina El Greca – ok. 1605, 97 × 51,5 cm, Królewska Akademia Sztuk Pięknych św. Ferdynanda, Madryt
- Święty Marcin i żebrak – 1615–1620, Ringling Museum (nr kat. X-404)
- Święty Marcin i żebrak – 1615–1620, Contini–Bonacossi Collection, Florencja (nr kat. X-405 wg klasyfikacji H. Wethey)
- Zwiastowanie – 1610–1620, Estate of Oscar B. Cintas (nr kat. X-17)
- Chrystus na krzyżu z widokiem na Toledo – 1610–1614, Banco Urquijo, Madryt, Juan T. Gandarias, Madryt, (do 1957 nr kat. X-58 wg klasyfikacji H. Wethey)
- Chrystus na krzyżu z widokiem na Toledo – 1610–1614, Cincinnati Art Museum (nr kat. X-57 wg klasyfikacji H. Wethey)
- Ukazanie się Anioła Magdalenie – kol. prywatna Francesco Pospisil, Wenecja
- Noli me tangere – Museo Lázaro Galdiano, Madryt
- Chrystus w domu Szymona – Hispanic Society of America
- Chrystus w domu Marii i Marty – kol. Alejandro Shaw, Buenos Aires
- Wniebowzięcie Magdaleny – 1607–1621, Titulcia kościół w Paryżu
- Narodziny Marii – 1610–1620, Emile G. Bühre, Zurych
- Zesłanie Ducha Świętego – ok. 1620, Montfort l’Amaury
- Męczeństwo świętego Maurycego – 1620–1625, Boulos Ristelhueber, Paryż

## Życie prywatne
Był trzykrotnie żonaty i miał pięcioro dzieci. Pierwszą żoną była Alfonsa de los Morales, z którą miał syna Gabriela (ur. 1604), późniejszego mnicha klasztoru św. Augustyna w Toledo. Alfonsa została uwieczniona na obrazie Rodzina El Greca w części autorstwa Manuela. Zmarła w 1617 roku. Jorge Manuel ożenił się powtórnie w 1621 roku z Gregorią de Guzmán, z którą miał dwie córki Claudię i Marię. Gregoria zmarła przy połogu rodząc trzecie dziecko. W krótkim czasie Manuel ożenił się po raz trzeci z Isabel de Villegas. Owocem tego związku była córka Jerónima.
Zmarł zrujnowany z powodu przegranego sporu ze Szpitalem Tavera, na skutek którego zajęto jego dobra.